# Bartłomiej ze Żnina
Bartłomiej ze Żnina (ur. XV w Żninie, zm. 15 lipca 1508 w Krakowie) – polski prawnik i wykładowca Akademii Krakowskiej.

## Życiorys
Urodził się w mieszczańskiej rodzinie w Żninie w rodzinie Mikołaja, data jego urodził nie jest znana. W 1454 został zapisany jako student Akademii Krakowskiej i w 1458 uzyskał stopnień bakałarza a w 1463 został magistrem sztuk wyzwolonych.
W 1474 posiadał już stopień bakałarza prawa kanonicznego i był członkiem Kolegium Mniejszego a w 1480 był prepozytem tego kolegium. W 1480 został dziekanem Wydziału Sztuk i w 1485 był konsyliarzem dziekana Stanisława Szyszki ze Srebrnej Górki. Są przekazy, że w latach 1487-89 prowadził wykłady i ćwiczenia z logiki i traktatów przyrodniczych Arystotelesa. W 1490 zdobył stopień doktora prawa. W 1496 był wicedyrektorem uniwersytetu. W semestrze 1507/08 pełnił godność dziekana Wydziału Prawa.
W 1474 był altarystą św. Aleksego i Marii Egipcjanki w katedrze krakowskiej. Był plebanem w Poborowicach jak i w kościele św. Anny.
Pod koniec życia przekazał 12 grzywien rocznego czynszu dla kościoła św. Anny. Zasoby swojej biblioteki o tematyce filozoficznej, medycznej i teologicznej darował Kolegium Mniejszemu i Większemu. Zmarł 15 lipca 1508 w Krakowie.